# Trachyscorpia cristulata echinata
El cabracho de fondo (FAO) Trachyscorpia cristulata echinata es un pez scorpaniforme de la  familia  Sebastidae. Se le conoce normalmente como cabracho en Galicia y en Cantabria y como tiñoso o tiñosu en Asturias.

## Morfología
El cabracho de fondo posee una cabeza grande, con espinas bien desarrolladas. Sus órbitas oculares son grandes, el puente suborbital es prominente con espinas (el número de espinas aumenta con la edad). Aleta dorsal con 12 espinas y 9 radios blandos, pigmentación oscura (negra en los machos y marrón en las hembras) de la mitad hacia atrás, estas espinas son venenosas, su picadura es muy dolorosa. La aleta pectoral cuenta con 20-23 radios blandos (los más largos cerca de su parte superior); el resto de las aletas son oscuras. La talla máxima descrita es de 50 centímetros.

## Hábitat
Habita a profundidades de entre 250 y 2000 metros en el Atlántico Este de Irlanda a Senegal, también habita en el Mediterraneo.

## Pesca
Se suele pescar con palangre de fondo o al arrastre. 

## Gastronomía
Su carne no es tan apreciada como la del cabracho (Scorpaena scrofa).